# Редзато
Редза̀то (на италиански: Rezzato, на източноломбардски: Rezàt, Редзат) е град и община в Северна Италия, провинция Бреша, регион Ломбардия. Разположен е на 147 m надморска височина. Населението на общината е 13 504 души (към 2014 г.).